# Rezerwat przyrody Suchy Łuk
Suchy Łuk, Suchy Ług – rezerwat przyrody położony w miejscowościach Giedlarowa i Brzóza Królewska, w gminie Leżajsk, w powiecie leżajskim, w województwie podkarpackim. Leży w obrębie Brzóźniańskiego Obszaru Chronionego Krajobrazu, na terenie leśnictwa Jelna (Nadleśnictwo Leżajsk).
- numer według rejestru wojewódzkiego – 37
- dokument powołujący – M.P. z 1990 r. nr 48, poz. 366
- powierzchnia – 9,90 ha[1] (akt powołujący podawał 9,97 ha)
- rodzaj rezerwatu – torfowiskowy[1][2]

- typ rezerwatu – biocenotyczny i fizjocenotyczny

- podtyp rezerwatu – biocenoz naturalnych i półnaturalnych

- typ ekosystemu – różnych ekosystemów

- podtyp ekosystemu – lasów i torfowisk

- przedmiot ochrony (według aktu powołującego) – ekosystem torfowiska wysokiego z bogatą i różnorodną florą i fauną[1][2]

Rezerwat obejmuje niewielkie obniżenie terenu zamknięte wałem wydmowym opadającym lekko w kierunku zachodnim. Znajduje się w nim jedno z ostatnich zachowanych torfowisk wysokich dawnej Puszczy Sandomierskiej. Jest ono częściowo porośnięte karłowatym drzewostanem sosnowym tworzącym bór bagienny.
Flora rezerwatu liczy 37 gatunków, do rzadszych należą m.in.: rosiczka okrągłolistna i długolistna, kruszyna pospolita, bagnica torfowa i żurawina.
Do rzadkich gatunków zwierząt występujących na terenie rezerwatu należą: rzekotka drzewna, żmija zygzakowata i ropucha paskówka, można tu też spotkać dzięcioła czarnego.